# Camarasaurus lentus
Camarasaurus lentus (gr. "lagarto de cámaras lento") es una especie del género Camarasaurus de dinosaurio saurópodo camarasáurido que vivió a finales del período Jurásico, hace aproximadamente 152 y 145 millones de años, en el Kimmeridgiense y el Titoniense, en lo que hoy es Norteamérica. Como "Morosaurus" Marsh propuso dos especies en 1889 "M. lentus" y "M. agilis". “M. lentus” fue reasignada a C. lentus en 1914 por Mook